# HD 34557
HD 34557 är en dubbelstjärna belägen i den mellersta delen av stjärnbilden Kusken. Den har en kombinerad genomsnittlig skenbar magnitud av ca 5,52 och är svagt synlig för blotta ögat där ljusföroreningar ej förekommer. Baserat på parallaxmätning inom Hipparcosuppdraget på ca 11,8 mas, beräknas den befinna sig på ett avstånd på ca 280 ljusår (ca 85 parsek) från solen. Den rör sig bort från solen med en heliocentrisk radialhastighet på ca 22 km/s.

## Egenskaper
Primärstjärnan HD 34557 A är en vit till blå stjärna i huvudserien av spektralklass A3 V, som har snabb rotation med en projicerad rotationshastighet av 217 km/s. Den har en radie som är ca 1,6 solradier och har ca 40 gånger solens utstrålning av energi från dess fotosfär vid en effektiv temperatur av ca 8 300 K.
De två stjärnorna i paret har en vinkelseparation på 0,380 bågsekunder.